# Gudsforladt
Gudsforladt è un album discografico della one man band danese Nortt, pubblicato nel 2003 dalla Sombre Records.

## Il disco
Gudsforladt è il primo full-length della band. L'album viene inizialmente pubblicato come LP in 350 copie dalla Sombre Records nel 2003. Nel 2004 l'etichetta Diehard Bloodline stampa il disco in versione CD, con l'aggiunta della bonus track Evig Hvile, per un totale di 1 000 copie. Nel 2010 Gudsforladt viene ripubblicato dalla Cyclone Empire.

## Tracce
Testi e musiche di Nortt.
1. Graven – 2:41
2. Døden… – 5:05
3. Glemt – 4:55
4. Gravfred – 5:32
5. Hinsides – 5:41
6. Hedengangen – 4:52
7. Død Og Borte – 5:35
8. Nattetale – 5:30
9. De Dødes Kor – 5:21
10. Dystert Sind – 2:56
11. Evig Hvile – 7:26 – bonus track nella versione CD

Durata totale: 55:34

## Formazione
- Nortt - voce e tutti gli strumenti